# Tinaminyssus melloi
Tinaminyssus melloi är en spindeldjursart som först beskrevs av de Castro 1948.  Tinaminyssus melloi ingår i släktet Tinaminyssus och familjen Rhinonyssidae. Inga underarter finns listade i Catalogue of Life.